# Лігота-Туловіцька
Лігота-Туловіцька (пол. Ligota Tułowicka, нім. Ellguth Tillowitz) — село в Польщі, у гміні Туловиці Опольського повіту Опольського воєводства.
Населення — 165 осіб (2011).

## Демографія
Демографічна структура станом на 31 березня 2011 року:
|          | Загалом | Допрацездатний вік | Працездатний вік | Постпрацездатний вік |
| -------- | ------- | ------------------ | ---------------- | -------------------- |
| Чоловіки | 83      | 23                 | 54               | 6                    |
| Жінки    | 82      | 13                 | 49               | 20                   |
| Разом    | 165     | 36                 | 103              | 26                   |